# معهد خدمة العملاء الدولي
معهد خدمة العملاء الدولي (TICSI) هو منظمة شراكة دولية تساعد على مشاركة وإقرار أفضل الممارسات العالمية فيما يتعلق بخدمة العملاء. ولقد قام المعهد بوضع المعيار الدولي للخدمة المتميزة والمعيار الدولي لخدمة العملاء المتميزة والمعتمدة من شريك خارجي. ويوجد الشركاء الاقليميون المعتمدون في المملكة المتحدة وأستراليا ونيوزيلندا والشرق الأوسط تم تأسيس المعهد في عام 2005 وانطلق من لندن ودبي.
لا يمكن لأي مؤسسة أن تتجاهل عوامل مثل رضا العملاء والحفاظ عليهم وولائهم وكذلك التزام الموظفين، ولذا فإن المقياس الدولي لخدمة العملاء يساعد المؤسسات على التركيز على هذه العوامل الضرورية.
تقوم شركة ايثوس للاستشارات وهي الشريك الإقليمي الحصري للمعهد الدولي لخدمة العملاء (TICSI) في الشرق الأوسط بمساعدة المؤسسات وإرشادها للوصول إلى مستوى خدمة العملاء المطلوب وذلك من أجل الحصول على شهادة المقياس الدولي لخدمة العملاء ويكون الإرشاد عن طريق تقديم الاستشارات وأساليب القياس وإدارة العمليات والتدريب على خدمة العملاء، وكذلك الحصول على شهادة من طرف ثالث وهي مؤسسة المقاييس البريطانية (BSI).

## فوائدة تطبيق المقياس الدولي لخدمة العملاء
فيما يلي بعض فوائدة تطبيق المقياس الدولي لخدمة العملاء:
عامل أساسي يساعد على تقديم التميز في خدمة العملاء.
زيادة رضا العملاء.
رفع مستوى ولاء العملاء وإمكانية الحفاظ عليهم.
التعرف على الأنشطة غير الفعالة طوال رحلة العميل.
تحسين رضا الموظفين والتزامهم.
زيادة الوعي بخدمة العملاء وخلق ثقافة تهتم بالعملاء وتركز عليهم.
تقدير جهود المؤسسة عن طريق برنامج رسمي للتقدير ومنح الشهادات.

## شهادات خدمة العملاء
يوجد ثلاثة مستويات من الشهادات، حيث تقوم مؤسسة المقاييس البريطانية، عند إتمام التقييم، بإصدار تقرير إلكتروني موضح فيه بالتفصيل أداء المؤسسة، كما أنها تقدم شهادة من طرف ثالث معترف بها عالمياً.
تسري الشهادة لمدة أقصاها 12 شهراً، ويمكن للمؤسسة أن تطلب تقييم آخر، إذا رغبت في ذلك، خلال مدة لا تقل عن 6 شهور من تاريخ التقييم السابق. وسيتم تقييم المؤسسات بناء على مدى تنفيذها للمعايير الموضحة في المقياس الدولي لخدمة العملاء.

## روابط خارجية
- المعهد الدولي لخدمة العملاء.
- ايثوس للاستشارات.